# イイギリ科
イイギリ科（イイギリか、Flacourtiaceae）は双子葉植物の科。いずれも木本で、世界の熱帯を中心に89属800種ほどが分布する。新エングラー体系及びクロンキスト体系では認められていたが、APG分類体系では解体され大部分がヤナギ科に含められている。
多くは雌雄異株または異花で、花は小型だが数枚の花弁（ないものもある）およびがくがある。葉は互生し托葉がある。日本にはイイギリ（落葉高木、赤い実が房状になり美しいので栽培することもある）、クスドイゲ、トゲイヌツゲが自生する。大風子油（かつてハンセン病の薬とされた）の原料としたダイフウシもこの科に含まれる。

## 分類
イイギリ科は以前から、多系統ではないかと疑う意見があったが、分子系統学研究の結果、一部は実際に別系統であることが明らかになった。しかも大部分のものは、従来のヤナギ科と共通の系統であることがわかり、これに基づくAPG植物分類体系ではこれらをヤナギ科に移している（ダイフウシは別のアカリア科）。これらはヤナギ科とは見掛け上あまり似ていない（特に花の形態は大きく異なる）が、葉の形態や、サリシン（サリチル酸配糖体）を含む点など、共通点もある。
- イイギリ属 Idesia
- トゲイヌツゲ属 Scolopia
- クスドイゲ属 (巴棘[1]属)Xylosma